# JAM JAM 11
JAM JAM 11（ジャムジャムイレブン）は、1978年10月2日から1980年4月4日まで、ラジオ大阪で放送されていたワイドラジオ番組。
放送時間は月曜日から金曜日までの23:00 - 25:00。夜11時スタートだったため、タイトルに「11」が付いている。

## 概要
本番組の前番組『青春最前線 ドキドキラガジン』は、更にその前番組『星空にうたおう 青春最前線』から続く、当時のニューミュージックを選曲に重視した音楽指向の路線の番組だったが、本番組からは同じ音楽指向でもロックを重視した路線の番組としてスタート。
1979年7月28日と7月29日の両日には、本番組発のイベント・コンサートとして『'79 JAM JAM SUPER ROCK FESTIVAL』を万博記念公園にて開催。約2万人を動員し、これについて当時のスポーツニッポンに「ラジオの音楽番組制作にかける意地を示した」と評された。
しかし結果的には、当時同じ時間帯で放送されて近畿広域圏における裏番組であった『MBSヤングタウン』（MBSラジオ）、『ABCヤングリクエスト』（ABCラジオ）に対し不振。1980年4月の改編に合わせて放送時間を1時間30分繰り上げて21:30 - 23:30とし、『JAM JAM OSAKA』としてリニューアルした。なお『JAM JAM OSAKA』へは阿藤海、桑名晴子、宇崎竜童、アン・ルイスが続投している。
のちにFM802に転職した栗花落光（現・FM802会長）がスタッフとして関わっていた。

## パーソナリティ・レギュラー出演者

### 1978年10月 - 1979年3月
- 月曜：松任谷由実／加藤和彦（隔週交代で出演）
- 火曜：アン・ルイス、桑名晴子
- 水曜：桂文珍、ダディ竹千代
- 木曜：阿藤海、桃井かおり
- 金曜：山田パンダ

### 1979年4月 - 1980年4月
- 月曜：阿藤海
- 火曜：アン・ルイス、桑名晴子
- 水曜：竹内まりや、ダディ竹千代
- 木曜：宇崎竜童、大上留利子
- 金曜：大久保一久

## 主なコーナー
- JAM JAM ルーレット
- JAM JAM ブラックジャック
  - いずれも各パーソナリティとリスナーが電話で対戦　するゲームコーナー。「ブラックジャック」では、勝った方にブラックジャック賞の1万円、勝利賞の賞品（時計など）が用意されている。ただ、残念賞の「JAM JAMシール」の方を欲しさにわざと負けたがるリスナーも多かったという[4]。